# انگور اده
انگور اده (به لاتین: Angur Ada) شهری در دره برمل است که در مرز بین وزیرستان جنوبی، خیبر پختونخوا پاکستان و استان پکتیکا افغانستان (ولسوالی برمال) واقع شده‌است. این یکی از معدود گذرگاه‌های آسان از این مرز کوهستانی و یکی از دو گذرگاه بین پکتیکا و وزیرستان است، گذرگاه دیگر رود گومل است.
روستای شکین افغانستان در غرب انگور اده واقع شده‌است. اولین بار مرز دیورند در سال ۱۸۹۵ مشخص شد، از طرف شرق منطقه اصلی بازار عبور می‌کند و بیشتر مناطق مسکونی و ساخته شده را به‌طور قانونی در افغانستان قرار می‌دهد. با این حال، نیروهای نظامی و دروازه‌هایی که کنترل مرزها را اداره می‌کنند، چند صد متر در غرب مرز و در نتیجه غرب منطقه اصلی بازار قرار دارند و تقریباً تمام منطقه ساخته شده روستایی را در کنترل نیروهای پاکستانی قرار می‌دهند.
جمعیت منطقه پشتون است، عمدتاً از قبایل وزیر و خاروتی هستند. عمدتا از قبایل وزیر و خاروتی می‌باشند. در سال ۲۰۰۳ گزارش شد که ۸ نفر که مطنون به خبرچینی برای نیروهای آمریکا بودند، در انگور اده به ضرب گلوله کشته شدند.